# Chenopodium acerifolium
Chenopodium acerifolium är en amarantväxtart som beskrevs av Antoni Lukianovich Andrzejowski. Chenopodium acerifolium ingår i släktet ogräsmållor, och familjen amarantväxter. Arten har ej påträffats i Sverige.